# Storflyn (Frostvikens socken, Jämtland, 716700-140371)
Storflyn är en sjö i Strömsunds kommun i Jämtland och ingår i Ångermanälvens huvudavrinningsområde. Sjön har en area på 0,0733 kvadratkilometer och ligger 396 meter över havet. Sjön avvattnas av vattendraget Björkvattsån.

## Delavrinningsområde
Storflyn ingår i det delavrinningsområde (716641-140412) som SMHI kallar för Ovan Fisktjärnbäcken. Medelhöjden är 463 meter över havet och ytan är 7,88 kvadratkilometer. Räknas de 2 avrinningsområdena uppströms in blir den ackumulerade arean 40,55 kvadratkilometer. Björkvattsån som avvattnar avrinningsområdet har biflödesordning 3, vilket innebär att vattnet flödar genom totalt 3 vattendrag innan det når havet efter 330 kilometer. Avrinningsområdet består mestadels av skog (95 procent). Avrinningsområdet har 0,07 kvadratkilometer vattenytor vilket ger det en sjöprocent på 0,9 procent.